# NGC 5912
NGC 5912 (другие обозначения — MCG 13-11-11, ZWG 354.22, KCPG 460B, PGC 54237) — галактика в созвездии Малая Медведица.
Этот объект входит в число перечисленных в оригинальной редакции «Нового общего каталога».